# Barra Vieja
Barra Vieja är en ort i Mexiko.   Den ligger i kommunen Acapulco de Juárez och delstaten Guerrero, i den södra delen av landet, 300 km söder om huvudstaden Mexico City. Barra Vieja ligger 6 meter över havet och antalet invånare är 889.
Terrängen runt Barra Vieja är platt. Havet är nära Barra Vieja åt sydväst.  Närmaste större samhälle är Amatillo, 14,9 km norr om Barra Vieja. 